# Pot o’ Gold (Glee)
«Pot o' Gold» es el cuarto episodio de la tercera temporada de la serie de televisión estadounidense Glee y el cuadragésimo octavo de su cómputo general. Escrito por Allison Adler y dirigido por Adam Shankman, fue estrenado por la cadena Fox el 1 de noviembre de 2011 en los Estados Unidos y el 24 de noviembre en México por la misma cadena. El episodio muestra la llegada del estudiante irlandés Rory Flanagan (Damian McGinty, ganador de The Glee Project) en la secundaria William McKinley; un nuevo desafío para Sue Sylvester (Jane Lynch) en su candidatura para el Congreso; y la fragmentación actual del Glee Club principal de la serie, New Directions.
El episodio, en general, recibió críticas mixtas de los críticos. La trama entre Quinn, Puck y Shelby fue criticada, mientras que la candidatura de Burt Hummel (Mike O'Malley) para el Congreso, como rival de Sue, fue recibida con entusiasmo. La música fue recibida con agrado, un tanto más que el propio episodio, sobre todo «Candyman», cantada por el nuevo Glee Club, The Troubletones. 
A pesar de que todas las cinco canciones, presentadas episodio, fueron lanzados como sencillos, disponibles para descargar, sólo «Last Friday Night (T.G.I.F.)», está en Billboard Hot 100.  
En Latinoamérica, se estrenó dos veces, el primero subtitulado y el segundo doblado al español; el título del episodio doblado fue Olla de Oro.

## Sinopsis
El estudiante de intercambio irlándes Rory Flanagan (Damian McGinty) llega a la secundaria Mckinley y se hospeda con la familia de Brittany. Le hace creer que es un duende irlandés y que después de concederle tres deseos podrá llegar a su 'olla de oro', pero Santana lo descubre ante Brittany. 
Mercedes (Amber Riley) está reclutando para el nuevo coro de espectáculos para niñas dirigido por Shelby Corcoran (Idina Menzel), y le pide a Santana (Naya Rivera) —un miembro del club Glee existente en la escuela, New Directions— que se una. Santana se niega a dejar a Brittany y cuando ella y Brittany salen a cenar, Santana intenta reclutarla, pero Brittany no está dispuesta a dejar a sus amigos de New Directions. Ella le dice a Santana los supuestos poderes mágicos de Rory, y luego Santana obliga a Rory a decirle a Brittany que Santana ha deseado que se una al club de gays de Shelby. Brittany cree que debe obedecer ese deseo, pero su tercer deseo es que hacerlo no perjudique los sentimientos de nadie. El cocapitán de New Directions Finn Hudson (Cory Monteith) intenta persuadir a Brittany de que no se vaya: le dice que los duendes no son reales y que ella está siendo estúpida. Brittany, insultada, abandona de todos modos.
Quinn (Dianna Agron) y Puck (Mark Salling) ofrecen cuidar a Beth, su hija biológica que entregaron a Shelby para su adopción. Mientras cuidaba niños, Quinn esconde salsa picante, cuchillos afilados, libros sobre canibalismo infantil y otros artículos para hacer que Shelby parezca una madre impropia; posteriormente llama a los Servicios de Protección Infantil, bajo el supuesto de que finalmente le devolverán a Beth una vez que investiguen y encuentren la evidencia. Puck más tarde vuelve a recoger en secreto los artículos. También canta "Esperando a una chica como tú" para calmar a una Beth que llora y para consolar a Shelby, quien confiesa que está extremadamente sola. En los momentos finales del episodio, Puck y Shelby se besan.
La candidata al congreso y entrenadora de porristas Sue Sylvester (Jane Lynch), cuya plataforma de campaña incluye la eliminación de fondos para programas de artes escolares, publica en televisión para rescindir el presupuesto de la producción de West Side Story de la escuela. Ella tiene éxito después de que una madre enojada lanza un ladrillo al Director Figgins (Iqbal Theba). El director del club Glee, Will Schuester (Matthew Morrison) recluta a los miembros para que vendan espacios publicitarios en el libro del programa para recaudar fondos; cuando Kurt (Chris Colfer) le pide a su padre Burt Hummel (Mike O'Malley) que compre un anuncio, en su lugar, reúne a un grupo de empresarios para financiar el musical. Luego anuncia que se postula para el Congreso contra Sue.
En una reunión del grupo de Shelby, que recibe el nombre de The Troubletones, una Santana recién llegada exime a Sugar Motta (Vanessa Lengies) a rendir su papel central. Las Troubletones más tarde dan un rendimiento dinámico de "Candyman", que es atestiguado por Finn y Will consternados. Finn luego se disculpa con Brittany por sus comentarios insensibles y le desea lo mejor a ella y a los Troubletones, luego de lo cual Rory afirma que ha cumplido el tercer deseo de Brittany. Sin embargo, ella lo reprende, diciendo que los sentimientos de Finn claramente estaban heridos por la deserción y que ahora sabe que los duendes no son reales. Más tarde, cuando Rory está siendo acosado por los matones, Finn lo rescata y lo invita a unirse a New Directions; él audiciona con la canción "Take Care of Yourself".

## Producción
El episodio fue escrito por el nuevo coproductor ejecutivo Ali Adler, siendo el primer episodio en no ser escrito por cualquiera de los co-creadores de Glee, Ryan Murphy, Brad Falchuk u Ian Brennan, y fue el segundo dirigido por Adam Shankman, quien dirigió anteriormente "The Rocky Horror Glee Show" en la segunda temporada. Shankman comenzó a trabajar en el episodio el 2 de septiembre de 2011, y la filmación terminó el 22 de septiembre de 2011. Este episodio y el anterior fueron un disparo en paralelo durante varios días, con "Asian F" terminando el rodaje el 16 de septiembre de 2011.
Damian McGinty, uno de los dos ganadores del primer premio de The Glee Project obteniendo un papel en siete episodios como personaje recurrente de Glee, hace su primera aparición en este episodio como Rory Flanagan, un estudiante de intercambio de Irlanda.  El cocreador de la serie Ryan Murphy reveló que el primer día de McGinty de rodaje "fue encerrado en un armario 25 veces", y que en "su primera toma de su primera canción, el equipo le dio una gran ovación." se ha informado de que Rory estaría viviendo con la familia de Brittany. la idea del personaje de McGinty de interactuar con Brittany se comenzó a pensar en el penúltimo episodio de The Glee Project, los jueces especularon que Brittany no podría entender una palabra del personaje, dijo, debido a su acento.
Las estrellas recurrentes invitadas que se han mostrado en las primeras escenas para el episodio incluyen al Director Figgins (Iqbal Theba), Indina Menzel (Shelby Corcoran), Burt Hummel, Carole Hudson-Hummel (Romy Rosemont), Sugar Motta (Vanessa Lengies), Bill A. Jones y  Andrea Carmichael (Earlene Davis).

## Recepción
"Pot o Gold" recibió críticas mixtas de los críticos, que iban desde las positivas a muy negativa. En el terreno de este último eran Bobby Hankinson de The Houston Chronicle, quien lo llamó «un desastre», y Erica Futterman de la revista Rolling Stone, quien dijo que era «rancio y sin gracia» y «una representación que no pudo mantener el impulso iniciado por el primero episodios de la tercera temporada».
Robert Canning de IGN consideró contraria a Futterman con respecto al progreso de la serie: le dio una «buena calificación» de 7,5 sobre 10, y escribió que si bien no era «impresionante volver después de cuatro semanas de descanso», y «mantiene el impulso y el enfoque de los primeros episodios de esta temporada inalterada». Todd VanDerWerff de AV Club lo caracterizó como "un episodio que trata de un montón de tramas», sino «produjo demasiados enredos», mientras que Anthony Benigno de The Faster Times consideró que el hecho de que era el primer episodio no escrito por uno de cooperación de la serie los creadores significaba que era «mucho más sutil», pero «parecía un poco falto de vida a veces». Crystal Bell de AOLTV  fue "gratamente sorprendido" y dijo que el episodio fue "mejor que la mayoría" de los de la segunda temporada, y Abby West de Entertainment Weekly lo describió como un "retorno bastante sólido", después del receso.
Todo la historia que gira en torno a Quinn, Puck y Shelby fue duramente criticada por los colaboradores. West escribió que la hacía sentirse "mareada", y ella dijo que las acciones de Quinn son «detestables». Bell fue uno de varios a los que les pareció altamente improbable que los Servicios de Protección Infantil duplicasen la seguridad, mucho menos durante las dos semanas, dada la gravedad de las acusaciones de Quinn. Hankinson se preguntó por qué "Quinn es una sociópata"; VanDerWerff también fue crítico de estas acciones, y llamó como perudicial la escena de Quinn cuando decide ir al departamento de Shelby. Kevin P. Sullivan de MTV tuvo un punto de vista diferente, y escribió que la "historia sacó todo el episodio como lo más interesante". También señaló que era "purificador y definitivamente agradable ver a un equilibrio más dulce a Puck fuera de la locura aportada por Quinn". La escena final del episodio, cuando Puck besó Shelby, fue caracterizado como "espeluznante" y "super torpe" por Bell, ya sea como "super espeluznante" o "romántico", John Kubicek de BuddyTV , comento  fue un "impulso exitante".
La campaña de Sue para el postularse al congreso en la tercera temporada no ha encontrado hasta ahora mucho favor con las críticas, aunque Futterman sintió que la adición de Burt Hummel como candidato rival "nos da una pequeña esperanza, sobre todo porque Mike O'Malley no ha logrado hacer nada malo hasta el momento", como Burt, y VanDerWerff, mientras que de otro modo impresionado, dijo que le gustaba" la idea de la serie que enfrenta su figura más puramente heroica en contra de su figura puramente villana". Bell estaba contento con el nuevo desarrollo, y señaló que en tres temporadas, "ningún personaje ha crecido más que el de Burt". Canning dijo que le encantó tener a Burt como némesis de Sue, y Kubicek escribió que los dos son "increíbles  juntos".
Varios críticos consideraron que la introducción de Rory exageró su ser irlandés. Benigno llamó "estereotipos barato" y "joven" por parte de los escritores. West, mientras que admitió que "puede haber sido un poco más difícil" para impedir Rory en verde, creen que "trabajó", especialmente para su solo de apertura y "su aislamiento" durante el mismo. Jen Chaney de The Washington Post caracteriza el pellizcar de que solo sea de "estudiantes de intercambio irlandeses siendo intimidados" como "forzada" y VanDerWerff escribió que estaba cansado de "la gente simplemente al azar el conseguir empujados alrededor por ninguna razón real". Benigno señaló que Suggar también estaba siendo intimidado por Santana y escribió que él "no era un fan" de este "en un espectáculo que supuestamente glorifica parias y promueve sus éxitos". Santana fue objeto de elogios por parte de Kubicek, junto con Brittany, por su "fantástico tiempo" y su relación, que es "la más interesante en el programa". El nuevo coro se une, junto a los Troubletones, fue aclamado por Bell: "estoy realmente fascinada de la actitud de las alumnas de Shelby".
Lesley Goldberg del Hollywood Reporter considera el uso de "Last Friday Night (TGIF)" de Katy Perry en el episodio "completamente fuera de lugar", y Sullivan caracteriza su inclusión como «apenas justificada».  Raymund Flandez del Wall Street Journal señaló que tanto Criss y McHale tuvieron papeles importantes en el vídeo de Perry de la canción, y el rendimiento en Glee a "hechos guiños".